# Ufficiale (funzionario)
Viene definito ufficiale chi ha la titolarità di un ufficio pubblico, sebbene venga utilizzata più frequentemente la locuzione di funzionario pubblico.

## Storia
Con lo sviluppo delle funzioni pubbliche tra i secoli XII e XIII nelle monarchie e nei comuni medievali viene a formarsi una rete di uffici e incarichi amministrativi e i titolari di tali cariche vengono definiti ufficiali (anticamente officiali ma anche uffiziali o uficiali), mentre oggi si preferisce usare termini come funzionario o impiegato.

## Forze armate
In ambito militare è detto ufficiale chi appartiene alla più elevata delle categorie gerarchiche in cui si divide il personale delle forze armate. Gli ufficiali sono addestrati per svolgere funzioni di comando di unità e reparti e altri compiti di elevata responsabilità o specializzazione.
Essi si distinguono in:
- ufficiali generali, detti in marina ufficiali ammiragli, comandanti di grandi unità in grado di operare indipendentemente per lunghi periodi di tempo (brigate o grandi unità di livello superiore, divisioni navali o grandi unità di livello superiore);
- ufficiali superiori, comandanti di unità in grado di operare autonomamente per brevi periodi di tempo (battaglioni o reggimenti, grandi navi da guerra) o ufficiali di stato maggiore;
- ufficiali inferiori, comandanti di reparti non in grado di operare autonomamente per periodi di tempo significativi o, in alcune unità, ufficiali di stato maggiore.

## Burocrazia
All'interno della pubblica amministrazione italiana vengono (o venivano) denominati ufficiali alcuni titolari di certi uffici.
- ufficiale giudiziario
- ufficiale dello stato civile
- ufficiale dell'anagrafe
- ufficiale elettorale
- ufficiale idraulico
- ufficiale rogante
- ufficiale di pubblica sicurezza
- ufficiale di polizia giudiziaria
- ufficiale sanitario

### Pubblico ufficiale
Certi ordinamenti ricomprendono nella nozione di pubblico ufficiale, oltre ai funzionari pubblici, i privati che esercitano pubbliche funzioni e collegano a tale status varie conseguenze giuridiche, quali la possibilità di redigere atti pubblici o, come fa il Codice penale italiano, alcuni reati che possono essere commessi solo da o contro pubblici ufficiali.

## Altri usi del termine
Nell'ordinamento sportivo è detto ufficiale di gara chi ha la funzione di controllare il regolare svolgimento di una gara, sia esso designato da una federazione sportiva o dal comitato organizzatore dell'incontro.
Nelle varie discipline sportive gli ufficiali di gara assumono denominazioni diverse, ad esempio nel calcio sono tali l'arbitro e i suoi due assistenti.